# Церковь Рождества Христова (Пономарёво)
Церковь Рождества Христова — православный храм в селе Пономарёво Ярославской области (XVIII век). Обиходные названия: Христорождественская церковь; Рождественская церковь.

## История

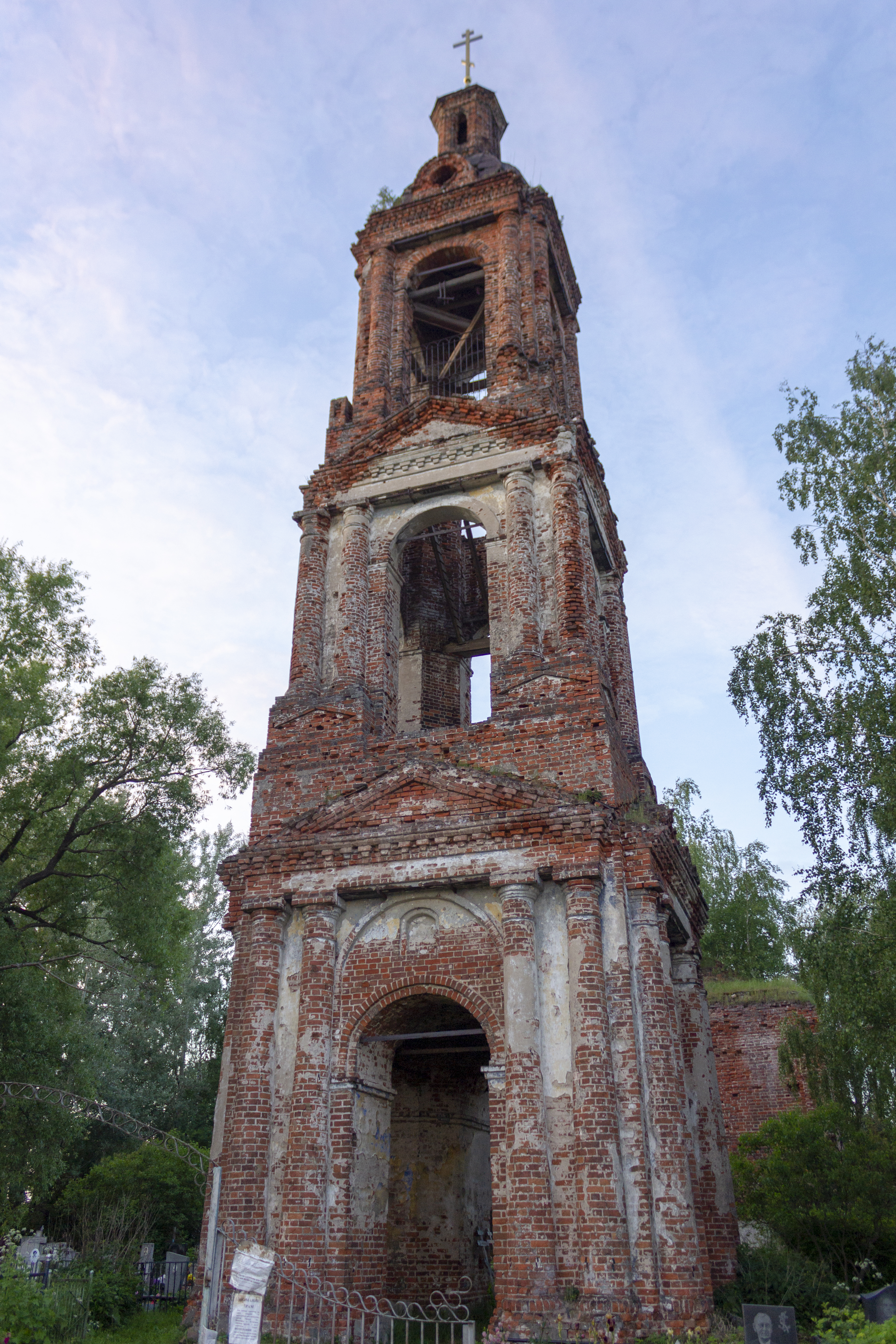

Церковь находится в селе Пономарево в гористой местности, в 6 км от реки Волги. Построена на средства прихожан. Дата постройки последнего здания — 1779 год.
Церковной земли было 36 десятин, которой владели священнослужители. Имелся церковный дом для жительства священника. Церковного капитала в билетах 100 руб. По штату положено быть: священнику и псаломщику. Причтового капитала — 200 руб. Казённого жалованья — 392 руб. (1908 г.)
К церковному приходу относились деревни: Подвязное, Филино, Иваньково, Полочаниново, Потетюрино, Котельниково. Всего прихожан около 515 мужчин и 603 женщины.
Чтимыми святынями являлись иконы Иоанна Предтечи, Рождества Христова и Страшного суда.
При церкви работала церковно-приходская школа, построенная в 1900 году. Школа содержалась на средства прихожан.

## Архитектура
Кирпичная трёхпрестольная церковь.
Приделы: в основном храме холодный Предтеченский, в трапезной тёплый Никольский. Представляла собой пятиглавый двухсветный четверик с более широкой трапезной (не сохранился) и трёхъярусной колокольней.
В церкви три престола:
- Рождества Христова
- Усекновения главы Иоанна Предтечи
- Святого чудотворца Николая

Сейчас находится в тяжёлом состоянии.